# Distrito de Szécsény
El distrito de Szécsény (húngaro: Szécsényi járás) es un distrito húngaro perteneciente al condado de Nógrád.
En 2013 su población era de 19 537 habitantes. Su capital es Szécsény.

## Municipios
El distrito tiene una ciudad (en negrita) y 13 pueblos (población a 1 de enero de 2013):
- Endrefalva (1238)
- Hollókő (329)
- Ludányhalászi (1496)
- Magyargéc (899)
- Nagylóc (1591)
- Nógrádmegyer (1716)
- Nógrádsipek (698)
- Nógrádszakál (636)
- Piliny (589)
- Rimóc (1841)
- Szalmatercs (441)
- Szécsény (5999) – la capital
- Szécsényfelfalu (418)
- Varsány (1646)